# Flos dorimond
Flos dorimond är en fjärilsart som beskrevs av Stoll 1790. Flos dorimond ingår i släktet Flos och familjen juvelvingar. Inga underarter finns listade i Catalogue of Life.